# Louise de La Vallière

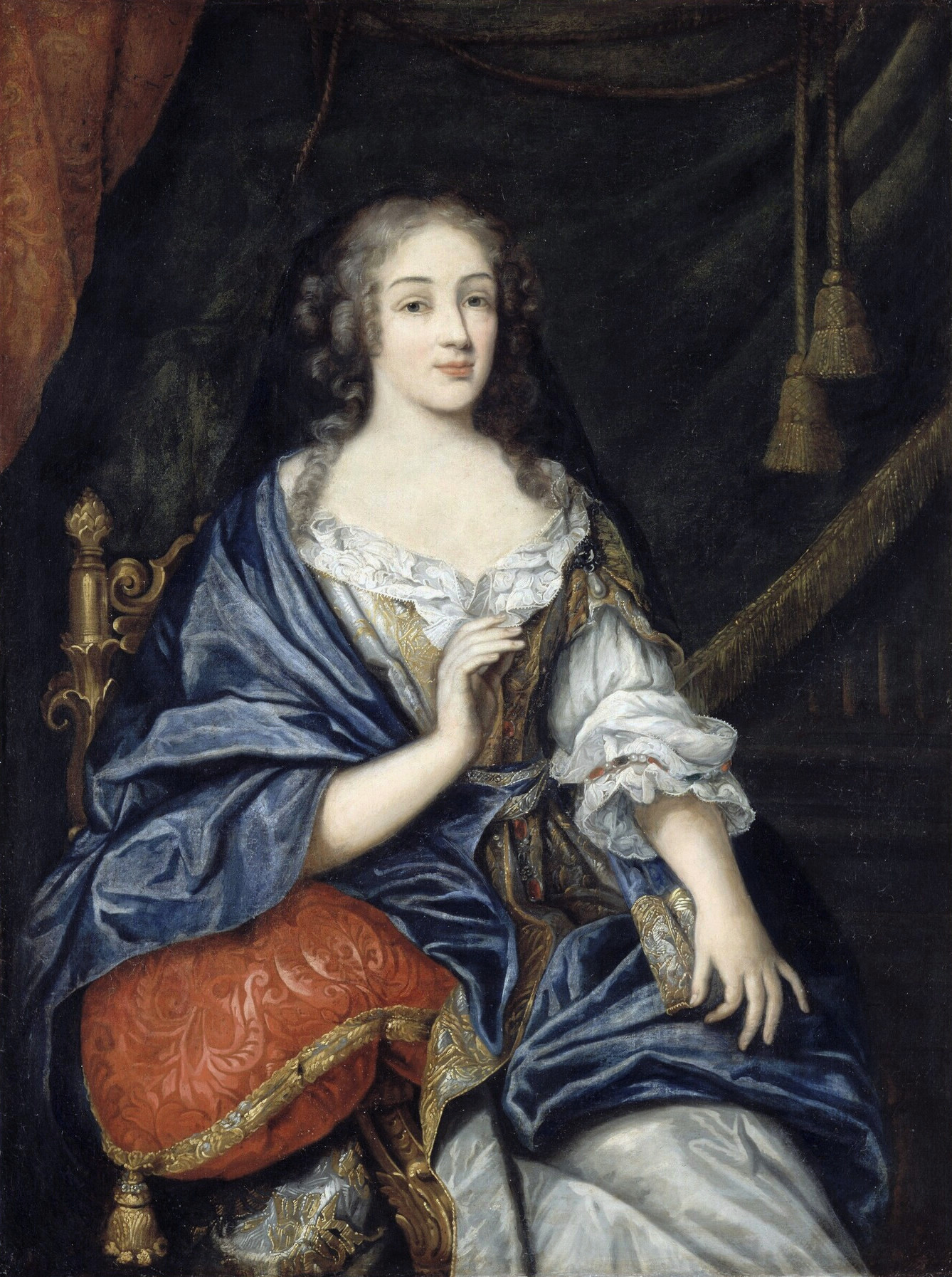
Louise de la Vallière, Porträt von Jean Nocret, ca. 1665-1672

Françoise Louise de La Baume Le Blanc, Herzogin von La Vallière und Vaujours, genannt Louise de La Vallière (* 6. August 1644 in Tours; † 6. Juni 1710 in Paris), war ab 1661 Mätresse des französischen Königs Ludwig XIV. Sie gebar mehrere Kinder und wurde 1667 durch Madame de Montespan in seiner Gunst verdrängt, danach musste sie noch bis 1674 am Hof verweilen. Als 30-Jährige trat sie in ein Karmelitinnenkloster ein und lebte dort bis zu ihrem Tod 36 Jahre später.

## Leben

### Frühes Leben
Françoise Louise de La Baume Le Blanc, die bald mit ihrem zweiten Vornamen gerufen wurde, entstammte altem, aber verarmtem Adel, der eigentlich in Bourbonnais ansässig war. Sie war die Tochter eines Kavallerieoffiziers, Laurent de la Baume le Blanc, Seigneur von La Vallière, Gouverneur des Königsschlosses zu Amboise, und der Françoise Le Prévost. Ihre Kindheit verlebte sie auf zwei Familienbesitzungen, und zwar im Hôtel de la Crouzille in Tours sowie im lieblich gelegenen Schloss La Vallière in Reugny. Sie wuchs in tiefkatholischem Provinzadel auf; so wurde ihr Onkel Gilles 1668 Bischof von Nantes und sie selbst erhielt eine erste primär literarisch geprägte Ausbildung durch zwei Tanten, die Ursulinen-Nonnen Élisabeth und Charlotte.
Louises Vater starb 1651 oder 1654, und ihre Mutter heiratete am 2. März 1655 in dritter Ehe Jacques de Courtavel, Marquis de Saint Rémy, ersten Haushofmeister des Herzogs Gaston d’Orléans, der Louise ein guter Stiefvater wurde. Mit ihm kam Louise nach Blois an Gastons Hof. Der Herzog hatte mit seiner zweiten Gattin Margarete von Lothringen drei Töchter, Marguerite-Louise, Françoise-Madeleine und Élisabeth-Marguerite, die etwa gleich alt wie Louise waren. Louise wurde mit diesen drei Prinzessinnen erzogen und war deren Gespielin. Der vom Abbé de Rancé geleitete Unterricht umfasste neben Literatur u. a. auch Bildende Kunst und Musik. So lernte Louise die Hofetikette, ferner zu singen, tanzen, reiten und orthografisch korrekt zu schreiben.
Nach dem Tod Herzog Gastons von Orléans zog seine Witwe mit ihren Töchtern in den Palais du Luxembourg in Paris, und die inzwischen 16-jährige Louise und deren Eltern begleiteten sie. Louise blieb die Freundin von Gastons Töchtern, unter denen ihr Marguerite-Louise besonders zugetan war. Wenn sie auch seit einer Verletzung an der Ferse leicht hinkte und nach dem Urteil des Abbé de Choisy, eines Jugendfreunds, keine überragende Schönheit war und keinen großen Geist besaß, war Louise doch zu einem charmanten, besonnenen und zurückhaltenden Mädchen von gewinnender Bescheidenheit herangewachsen, das viel las, um sich zu bilden. Sie hatte blondes Haar, blaue Augen und eine melodische Stimme, avancierte zu einer gewandten Reiterin und verstand es, treffsicher mit einer Pistole umzugehen.

### Mätresse Ludwigs XIV.
Durch den Einfluss einer entfernten Verwandten, Madame de Choisy, wurde Louise de La Vallière Ehrendame von Henrietta Anne Stuart, genannt Madame, die Schwester des englischen Königs Karl II. war, etwa im gleichen Alter wie Louise stand und gerade am 31. März 1661 den Herzog Philipp von Orléans, Bruder des Königs Ludwig XIV., geheiratet hatte. Henrietta war sehr attraktiv, stand am Hof in Fontainebleau bald in freundschaftlichstem Verhältnis zu ihrem königlichen Schwager und verbrachte jeden Tag viel Zeit mit ihm bei allerlei Zerstreuungen, so dass Gerüchte über eine Liebesromanze aufkamen. Die Königinmutter Anna von Österreich sah sich wegen der Eifersucht von Ludwigs Gemahlin, der Königin Marie Therese, und des Ärgers von Henriettas Gatten zum Einschreiten veranlasst.
Zur Vermeidung eines Skandals und weiterer Irritationen mit ihren Eltern vereinbarte Henrietta im Juli 1661 mit Ludwig XIV., dass er zum Schein drei von ihr ausgewählten Hofdamen seine Aufmerksamkeit schenken sollte. Neben zwei Hofdamen aus dem Gefolge der Königin, Mademoiselle de Pons und Mademoiselle de Chimerault, war auch Henriettas Ehrendame Louise für diese Ablenkung vom Techtelmechtel zwischen Ludwig und seiner Schwägerin vorgesehen. Die ahnungslose Louise war in das Ränkespiel nicht eingeweiht und glaubte an die Aufrichtigkeit der Gunstbezeugung des sechs Jahre älteren Monarchen. In der Folge verliebte sich der König aber genauso in Louise wie diese in ihn. Während Henrietta das Nachsehen hatte, war Louise erst zwei Monate in Fontainebleau, als sie Mätresse des Königs wurde. Es war Louises erste ernsthafte Beziehung, und sie war ein unschuldiges, frommes Mädchen, das nicht mit Eigennutz auf ihre Beziehung sah. Sie war nicht an Geld oder Titeln interessiert, die ihr die Situation verschaffen konnte, sondern wollte ausschließlich – wie etwa Madame de Caylus und Madame de La Fayette sie einschätzten – die Liebe des Königs.
Louise und der König versuchten zwar, ihre Liaison geheimzuhalten, die aber dennoch bald ein offenes Geheimnis am Hof wurde. Als etwa Ludwig bei einer von seiner Mutter arrangierten Lotterie ein diamantenbesetztes Armband gewann, überreichte er es Louise, die es zwar zurückgab, aber vom König das Kompliment erhielt, ihre Hände seien zu schön, um es nicht zu behalten. Louise ihrerseits schenkte dem König einen von ihrem geringen Lohn als Hofdame erworbenen Pelzmantel. Gegenüber der französischen Königin und Gott empfand sie wegen ihrer außerehelichen Beziehung tiefe Schuld und litt daher unter Gewissensqualen. Bewerbungen verschiedener Hofherren wie Loménie de Brienne wies sie zurück. Nicolas Fouquets Neugierde an der Mätresse war einer der Gründe, warum er in Ungnade fiel. Er suchte Louise nämlich zu bestechen, den König für ihn auszuspionieren, doch Louise lehnte indigniert ab und berichtete Ludwig klagend davon.
Mit seiner Mätresse unternahm der König öfters Reitausflüge zum damals noch nicht ausgebauten Schloss Versailles, das als Liebesversteck des Paars diente. Im Februar 1662 kam es aber zwischen Ludwig und seiner Geliebten zu einem ernsten Konflikt, weil Louise es ablehnte, ihm über ihr Treffen mit ihrer intriganten Freundin Anne-Constance de Montalais zu berichten. Von dieser hatte Louise nämlich vom Verhältnis von Henrietta Anne Stuart mit dem Grafen Armand de Guiche erfahren, der angeblich auch homosexuelle Beziehungen zu Henriettas Ehemann pflegte; und Louise, die sich zur Geheimhaltung der Liaison von Madame verpflichtet hatte, aber auch nicht lügen wollte, schwieg nun gegenüber dem König hartnäckig. Ludwig war darüber sehr erbost. Louise zog sich traurig in das Salesianerinnen-Kloster Sainte-Périne in Chaillot zurück, wohin der König ihr schnell folgte, sich mit ihr versöhnte und sie zur Rückkehr in den Palais des Tuileries überredete. Zu dieser Zeit hielt aber der Kleriker Jacques Bénigne Bossuet etliche Fastenpredigten, in denen er die unmoralischen Aktivitäten des Königs am Beispiel des Ehebruchs des jüdischen Königs David geißelte. Wegen dieser Vorhaltungen durchlebte die fromme Louise innere Konflikte.
1662 richtete Ludwig zu Ehren seiner Mätresse vor dem Palais des Tuileries ein Reiterfest für seine Höflinge, genannt Caroussel, aus. Louise, die an mancherlei vom König veranstalteten Festen teilnahm, wurde viel angefeindet und war Ziel gehässiger Intrigen. Olympia Mancini, Comtesse de Soissons und Nichte Kardinal Mazarins, war ihr etwa feindlich gesinnt und versuchte ihren Untergang zu erreichen, indem sie der Königin Marie Therese im November 1662 einen anonymen Brief schicken ließ, in dem von der Liaison des Königs mit Louise berichtet wurde. Das Schreiben gelangte jedoch zuerst in die Hände von Doña Molina, einer Hofdame der Königin, die es nicht ihrer Herrin übergab, der somit als einer von Wenigen weiter das außereheliche Verhältnis ihres Gatten verborgen blieb. Derweilen hatte Ludwig auch Affären mit anderen Frauen wie der Prinzessin von Monaco, einer Schwester des Grafen von Guiche. Schließlich klärte Olympia Mancini die Königin im direkten Gespräch über die Seitensprünge ihres Gemahls auf, worüber Marie Therese sehr wütend war. Diese Situation nutzte aber der König, ohne sein Liebesverhalten zu ändern, zu nunmehriger Offenheit gegenüber seiner Gattin, wodurch er etwa Louise mehr ins öffentliche Blickfeld rücken konnte.
Während ihrer ersten Schwangerschaft wurde Louise aus den Diensten Henriettas entlassen und musste in ein ihr von Ludwig geschenktes kleines Landhaus, das im Garten des Palais Royal gelegene Palais Brion, umziehen. Dort wurde alles unter der Oberaufsicht des Finanzministers Colbert für die geheime Niederkunft vorbereitet und am 19. Dezember 1663 gebar Louise ihren Sohn Charles, der sofort zur Taufe in die Kirche Saint-Leu gebracht und danach in die Obhut zweier treuer Diener Colberts gegeben wurde. Als die vermeintlichen Eltern des Neugeborenen wurden Monsieur de Lincourt und Demoiselle Élisabeth de Beux ins Taufregister eingetragen. Trotz der versuchten Geheimhaltung dieser Übersiedlung, die von dem bei Charles’ Geburt anwesenden Arzt Boucher organisiert wurde, verbreitete sich die Geschichte rasch in Paris. Der bei einer am 24. Dezember 1663 abgehaltenen Mitternachtsmesse zu Tage getretene öffentliche Hohn bestürzte Louise, die aus der Kirche nach Hause floh.
Louise führte nun ein einsames Leben und die Damen mieden sie, was den Monarchen verdross. Die im Mai 1664 in den neueröffneten Gärten von Versailles dargebotenen großartigen siebentägigen Feste, die Plaisirs de l'Île enchantée („Vergnügen der verzauberten Insel“), eine Kette ununterbrochener Theateraufführungen (u. a. erstmalige Darbietung von Molières Tartuffe), Konzerte, Ballette usw., wurden zwar zu Ehren der Königin und Königinmutter veranstaltet, stellten aber de facto eine Hommage an Louise dar. Sie suchte sich zwar bescheiden im Hintergrund zu halten, doch Ludwig zeigte offen seine Liebe zu seiner Favoritin, deren Bruder Jean-François de La Vallière ebenfalls an diesen Feierlichkeiten teilnahm. Sie wurde die anerkannte Mätresse und musste letztlich von der Königinmutter offiziell empfangen werden, so sehr diese sich auch sträubte. Die Königin Marie Therese versank in Verzweiflung, bat ihren Gatten aber vergebens, zu ihr zurückzukehren und Louise zu verheiraten. Der vatikanische Legat stellte fest, dass Ludwig seine Mätresse jeden Tag besuche, diese aber deswegen nicht anmaßend werde. Am 7. Januar 1665 brachte Louise in Brion einen weiteren Sohn des Königs zur Welt, der als Philippe, Sohn des Bürgers François Derssy, getauft und wieder in Pflege gegeben wurde.
1665 stand Louise am Gipfel ihres gesellschaftlichen Aufstiegs, durchwanderte im Anblick des ganzen Hofes den Wald von Fontainebleau und wurde von vielen beneidet. In diesen Jahren als königliche Mätresse widmete sie sich aber auch geistigen Interessen, besuchte Aufführungen von Stücken Molières und Racines sowie Malkurse der Académie Royale, begeisterte sich für Philosophie und hatte Umgang mit freigeistigen Intellektuellen wie Benserade.
Sieben Tage nach dem Tod der Königinmutter Anna von Österreich, die nach langem Leiden am 20. Januar 1666 an Brustkrebs gestorben war, durfte Louise während der in Saint-Germain zelebrierten Totenmesse auf der Ehrentribüne der Kapelle rechts neben Marie Therese sitzen. Dies stellte für die Königin eine große Demütigung dar; sie blieb eifersüchtig und erging sich in Klagen. Doch nach dem Ableben seiner Mutter war Ludwigs Zuneigung zu seiner Mätresse nach fünf Jahren bereits im Abnehmen begriffen. Da er sich mit Louise mittlerweile langweilte, richtete er seinen Blick seit 1666 oder Anfang 1667 zunehmend auf die ganz anders geartete, sehr schöne Hofdame Françoise-Athénaïs, Marquise de Montespan.

### Verdrängung durch Madame de Montespan
Da Louise de La Vallière es verabsäumt hatte, sich eine finanzielle Versorgung zu sichern und einen einflussreichen Freundeskreis zu schaffen, auf den sie sich in Notsituationen stützen konnte, befand sie sich in einer prekären Lage, als sich die Aufmerksamkeit des Königs von ihr abwandte. Ihre ersten beiden Kinder starben schon vor dem Herbst 1666 im Kleinkindalter, doch gebar sie am 2. Oktober 1666 im Schloss Vincennes eine Tochter, die den Namen Marie Anne erhielt.
Trotz seiner abnehmenden Leidenschaft für Louise und seinem Bestreben, Madame de Montespan zur neuen Geliebten zu machen, beschloss Ludwig, sich Louise noch länger zu verpflichten, indem er kurz vor Ausbruch des Devolutionskriegs ihre hierarchische Stellung erhöhte. Er ließ sie am 14. Mai 1667 zur Herzogin erheben und erwarb für sie das mit diesem Titel verbundene Gut Vaujours in der nördlichen Touraine. Ferner bekannte er sich als Vater von Marie Anne und erklärte sie für legitimiert; sie erhielt die Bezeichnung Mademoiselle de Blois. Louise bekam alle Ehrenbezeigungen einer Herzogin und durfte etwa auf einem Schemel in Gegenwart der Königin sitzen, was ein hohes Privileg darstellte. Doch Louise, die nicht nach ihrem neuen Gut Vaujours, sondern Herzogin von La Vallière genannt wurde, ahnte, dass die Gunstbeweise des Königs eine Art extravagantes Abschiedsgeschenk waren.
Nach dem Beginn des Devolutionskriegs begab sich Ludwig zu seinem Heer auf den Kriegsschauplatz in die Spanischen Niederlande und gebot seiner Gemahlin, mit ihrem Gefolge, zu dem auch Madame de Montespan gehörte, später nachzukommen. Louise musste hingegen in Paris zurückbleiben. Doch sie fügte sich nicht, reiste ohne Ermächtigung ab und traf in La Fère auf das Gefolge der Königin, was Marie Therese erzürnte, und auch deren Hofdamen kritisierten Louises Benehmen. Trotzdem reiste Louise mit der Königin und deren Begleitern weiter nach Avesnes und begegnete dort im Juni 1667 dem Souverän, der sie indessen kalt empfing. Ludwig begann wahrscheinlich damals seine intime Beziehung mit Madame de Montespan. Während seiner Reise zur Belagerung von Lille, die am 14. August begann, hatte die ihn begleitende Königin gemeinsam mit beiden Mätressen ihres Gatten in einer Kutsche zu sitzen, woraufhin Ludwigs Untertanen von den „drei Königinnen“ sprachen. Louise musste dann nach Paris zurückkehren. Am 2. Oktober 1667 gebar sie im Schloss Saint-Germain-en-Laye in aller Stille einen Sohn, Louis, der sofort weggenommen wurde, um die Geburt zu verheimlichen.
In der Folge musste Louise noch bis 1674 harte Repräsentationspflichten am Hof erfüllen, vor allem in dieser Zeit in Gemächern leben, die an jene von Madame de Montespan angrenzten, die einst ihre „Freundin“ gewesen war. Der Monarch gab sie weiterhin als seine Mätresse aus und suchte so nach außen hin den Schein zu wahren und sein Verhältnis mit Madame de Montespan zu verbergen. Diese war nämlich verheiratet und ihr Ehemann, Louis-Henri de Pardaillan de Gondrin, Marquis de Montespan, nicht gewillt, das außereheliche Verhältnis seiner Gemahlin still zu dulden; er drohte sogar, sie vom Hof wegzuholen. Um dem erbosten Gascogner keine legale Handhabe gegen seine Gattin wie den Vorwurf des Ehebruchs zu bieten, begab sich also Ludwig, wollte er mit Madame de Montespan verkehren, offiziell zu Louise und erst danach, geschützt vor neugierigen Blicken, zu seiner Favoritin. Louises Beziehung zu Ludwig endete so in derselben Weise, wie sie begonnen hatte; denn hatte sie anfangs den Hof von Ludwigs Beziehung mit Henrietta von England ablenken sollen, so nun von jener mit Madame de Montespan.

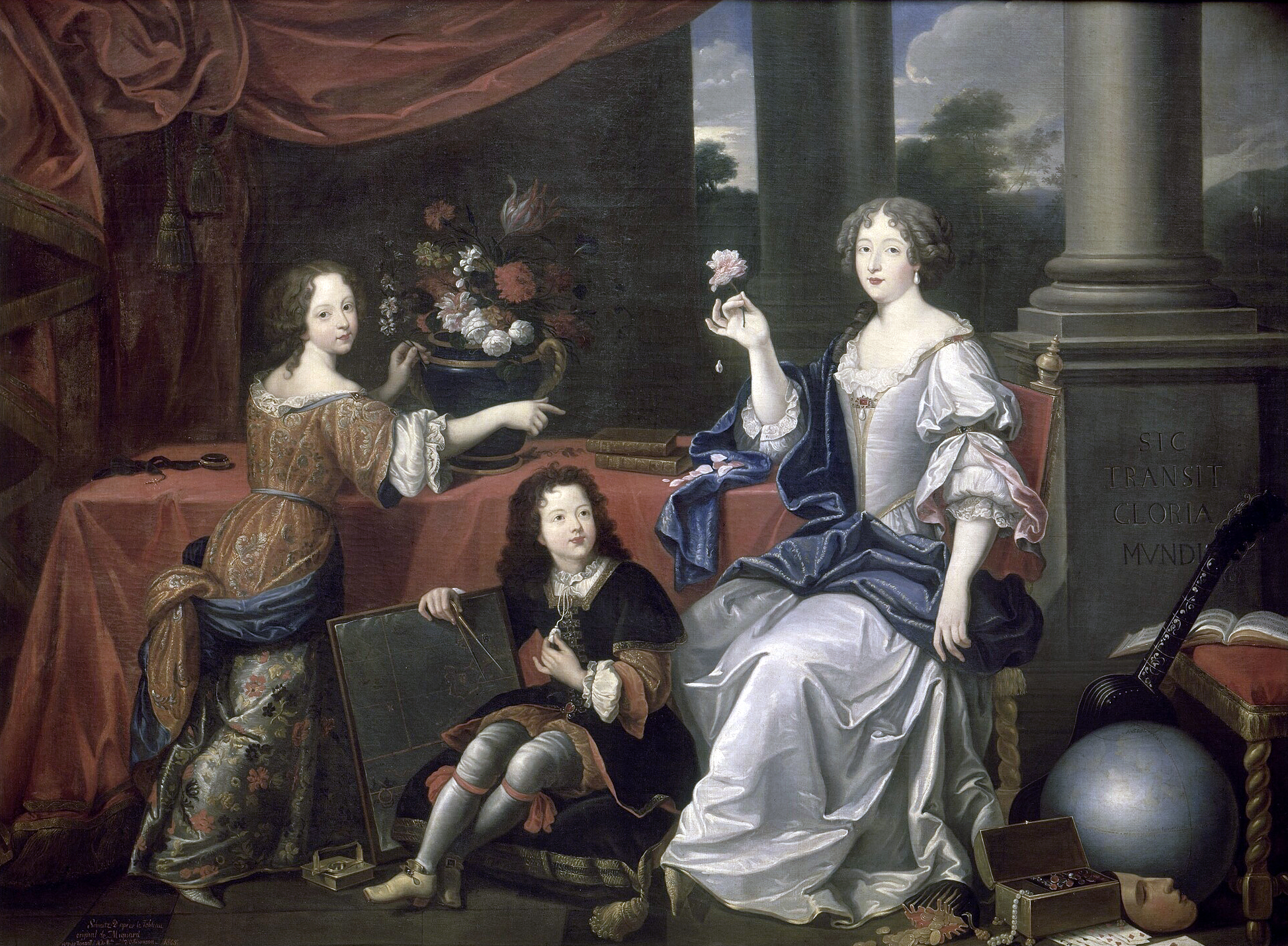
Louise de La Vallière mit ihren Kindern. Kopie eines Gemäldes von Pierre Mignard aus dem 19. Jahrhundert (von Schmitz, 1865, heute: Schloss Versailles)

Freilich hoffte Louise noch immer, Ludwigs Liebe wiedererringen zu können. Sie hatte nicht nur neben Madame de Montespan zu logieren, sondern beide Rivalinnen um die Gunst des Königs mussten auch an denselben Vergnügungen teilnehmen und suchten sich in ihrer Aufmerksamkeit gegenüber dem Herrscher zu überbieten, während sie einander hassten. Doch Louise trat in Ludwigs Gunst immer mehr hinter Madame de Montespan zurück, die sie ständig hochfahrender wie eine Dienerin behandelte. Als sich Louise bei Ludwig über ihr Los beklagte, wurde sie vom Monarchen kühl belehrt, er liebe keine Vorschriften, werde sich aber ihr Schicksal stets angelegen sein lassen. Mit der Zeit schien sie sich mit dem Aufstieg ihrer Rivalin abzufinden. Sie erreichte wenigstens, dass der König ihre wirtschaftliche Lage verbesserte und am 20. Februar 1669 ihren jüngsten Sohn Louis, Grafen von Vermandois, legitimierte, dem er im November 1669 auch die erledigte Charge eines Admirals von Frankreich verlieh. Louise spendete viel für die Armen, führte selbst, durch Colbert reich mit Geld versehen, ein glänzendes Leben, kaufte Edelsteine, studierte aber auch Philosophie.

### Innere Umkehr

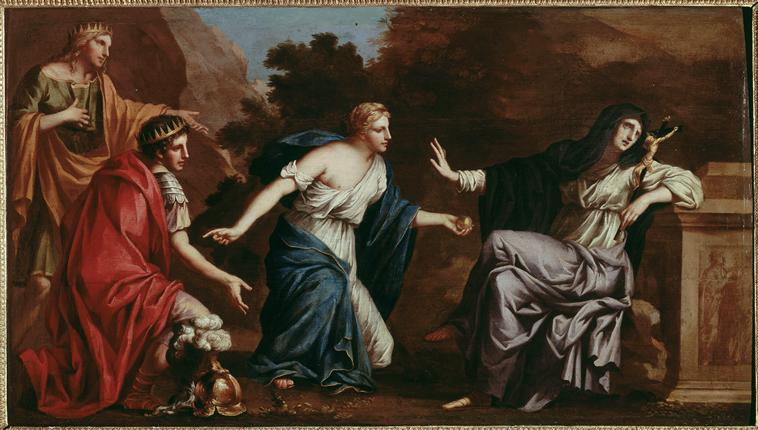
Jean-Charles Nocret: Le renoncement de Louise de la Vallière, 1675, Musée des Beaux-Arts de Brest

Ende März oder Anfang April 1670 wurde Louise plötzlich von einer schweren Krankheit befallen. Nachdem sie wieder genesen war, bereute sie ihren bisherigen Wandel und verfasste in nur drei Tagen in einem Zustand schwärmerischer Erregung eine etwa 30 Seiten starke, an der Nachfolge Christi orientierte theologische Schrift. In diesem semi-autobiographischen Büchlein, das erst 1680, nach Louises Eintritt ins Kloster, anonym unter dem Titel Réflexions sur la Miséricorde de Dieu („Betrachtungen über die Barmherzigkeit Gottes“) als Druckausgabe erschien, befasst sich die Autorin mit der Barmherzigkeit Gottes bußfertigen Sündern gegenüber, insbesondere Kurtisanen, die ein neues Leben in Reue abseits der höfischen Ausschweifungen führen wollen.
1670 dachte Louise aber noch nicht an den Eintritt in ein Kloster. Sie dankte dem Schöpfer für ihre Heilung, bat ihn um einen standfesten Glauben und wollte zur Sühne fortan ein gottesfürchtiges Leben führen, das nach ihrer Überzeugung zunächst darin bestand, ihre Sünden am Hof im Anblick des Triumphes der Madame de Montespan zu büßen und tägliche Schmähungen zu erdulden. Gegenüber der Kurfürstin von der Pfalz führte sie später aus, dass sie zur Sühne das für sie Qualvollste aushalten müsse, nämlich die Liebe des Königs mit einer anderen zu teilen und seine Verachtung zu spüren, und dies in aller Öffentlichkeit, da sie ihre Sünden ebenso öffentlich begangen habe. Indessen war sie auch deshalb noch nicht zu einem Ordensleben bereit, weil sie noch immer sehr an Ludwig hing.
Offenbar wurden Louise diese Lebensumstände nach einem knappen Jahr doch unerträglich, denn am 11. Februar 1671, einem Aschermittwoch, verließ sie heimlich, nachdem sie einen Brief an Ludwig geschrieben hatte, die Tuilerien und zog sich ins Kloster Sainte-Marie de Chaillot zurück, weil sie nicht länger am Hof leben wollte. Ludwig, der sich auf der Jagd befand, schickte den Herzog von Lauzun, um sie zur Rückkehr auffordern zu lassen, doch Louise wies ihn schroff ab. Der fromme Marschall Bernardin Gigault de Bellefonds konnte sie auch nicht zur Wiederaufnahme ihres Lebens bei Hof überreden, sondern erst der Finanzminister Colbert, indem er ihr mitteilte, der König wünsche eine Aussprache mit ihr, danach stelle er es ihr anheim, ob sie bleiben oder gehen wolle. Ludwig empfing sie herzlich und konnte sie zum Verweilen in seiner Nähe bewegen. Madame de Sevigné bezweifelte die Ernsthaftigkeit der Absichten Louises, sich vom Hofe zurückzuziehen.
Das Verhalten des Monarchen und der Madame de Montespan gegenüber Louise änderte sich nicht; Ludwig widmete sich ausschließlich der Montespan, die Louise äußerst arrogant behandelte. Die Herzogin von La Vallière erduldete dies alles weiterhin und trug ein Büßerhemd unter ihrer Kleidung, war nun aber fest zum Eintritt in einen Konvent entschlossen. Am 29. Dezember 1671 ließ der König in der Oberrechnungskammer die Gehaltsfrage seines letzten Kindes von Louise verifizieren, des Grafen von Vermandois. Louise begab sich dann mit Ludwig und seiner Mätresse in den Holländischen Krieg und diente als Deckmantel für deren doppelten Ehebruch.
Louise erhielt nun aber geistlichen Beistand beim Abbé de Rancé und beim Bischof Bossuet. Daneben fand sie in dem Marschall de Bellefonds, einem bedeutenden Vertreter der devoten Hofpartei, einen Vertrauten. Er riet Louise, Pater César, einen Karmeliten, zu ihrem Beichtvater zu machen. Nachdem sie 1673 während des Feldzugs mit der Königin in Tournai gelebt hatte, kehrte sie nach Paris zurück und rang lange mit sich, wie aus den ersten ihrer 48 zwischen Juni 1673 und November 1693 verfassten, an den Marschall de Bellefonds gerichteten Briefe hervorgeht, das Gespräch mit Ludwig zu suchen, um von ihm die Erlaubnis zur dauerhaften Entsagung vom weltlichen Leben zu erhalten. Bossuet bestärkte sie in ihrem Vorhaben. Von ihren Kindern war sie getrennt, Colbert verwaltete deren Vermögen und Louise sah sie nur zeitweilig. Sie wollte nach der Ordensregel der heiligen Teresa leben und in das Karmelitinnenkloster in der Pariser Vorstadt Saint-Jacques eintreten. Der Pariser Konvent, der der Herzogin von La Vallière wegen ihres früheren Lebenswandels sehr misstrauisch gegenüberstand, konnte von einer Tante des Marschalls von Bellefonds von der Aufrichtigkeit der Bußfertigkeit der früheren Favoritin des Sonnenkönigs überzeugt werden. Als Louise von der späteren Madame de Maintenon gefragt wurde, ob ihr die auf sie zukommenden Härten bei den Karmelitinnen bewusst seien, entgegnete sie, sich dann nur an die am Hof erlittenen Qualen erinnern zu müssen, um etwaige Leiden leicht ertragen zu können.
Im Dezember 1673 wurde Louise Patin von Louise Françoise de Bourbon, einer Tochter Ludwigs und der Madame de Montespan. Vielleicht war es Anfang des nächsten Jahres, dass sich Louise mit ihren beiden Kindern Marie Anne und Louis von Pierre Mignard malen ließ. Mitte März 1674 rang sie sich schließlich dazu durch, beim König um die Bewilligung für ihren Eintritt ins Kloster nachzusuchen, was ihr auch gestattet wurde. Durch große Freigebigkeit und Liebe zur Pracht hatte sie aber etwa 150.000 Livres Schulden, die sie vor dem Eintritt abzahlen musste. Ludwig wollte sie anscheinend nicht begleichen; schließlich befahl er dem gemeinsamen Sohn, dem Grafen von Vermandois, seiner Mutter den Betrag gegen Zinsen zu leihen. Louise schickte dem König ihre Schmuckstücke, um sie unter ihren Kindern zu verteilen, und bat ihn, viele Pensionen zu übernehmen, so die für ihre Mutter, Schwester, Dienerschaft und andere Personen; eine Bitte, der der König nachkam.
Am 18. April 1674 begann Louise ihre Abschiedsbesuche, wobei jener bei Ludwig zuerst auf dem Programm stand. Der König schien bewegt und weinte sogar etwas. Dann begab Louise sich zur Königin, warf sich ihr zu Füßen und bat sie um Verzeihung. Marie Therese antwortete, dass sie dies längst getan habe, und umarmte sie. Schließlich veranstaltete Madame de Montespan ein Abschiedsdiner. Am folgenden Tag nahm Louise an der Heiligen Messe in Versailles teil, sagte danach dem Hof Lebewohl und fuhr in Begleitung ihrer beiden Kinder in einer Kutsche zum Karmelitinnenkloster in der Rue d'Enfer im Faubourg Saint-Jacques, in das sie nach einem Gruß an die dort versammelte Schar eintrat.

### Leben im Karmel

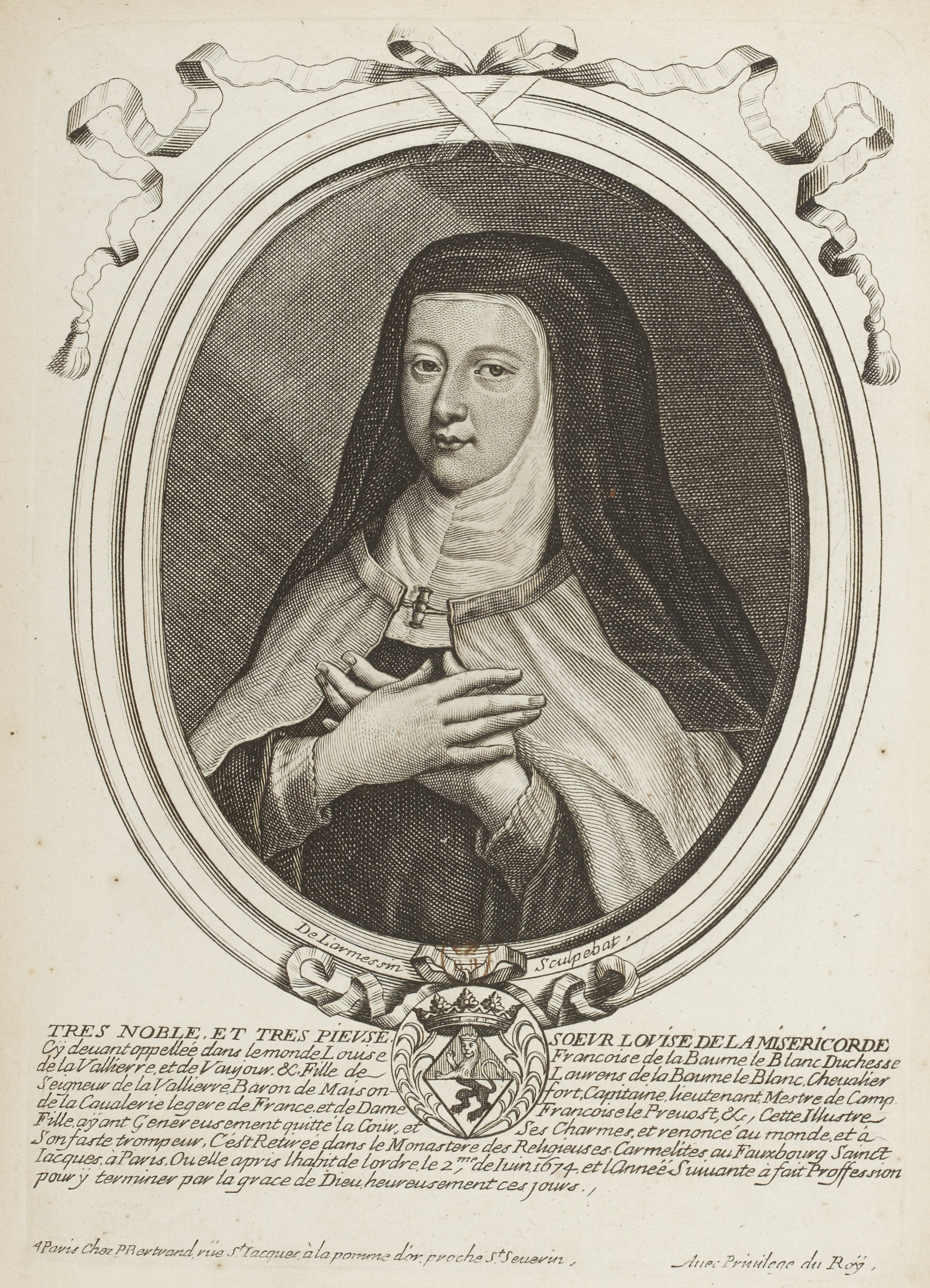
Professbildchen Sr. Louise de La Vallières

Louise de La Vallière bat nach dem Eintritt um eine Verkürzung des Postulats, wurde am 2. Juni 1674, dem dritten Sonntag nach Pfingsten, als Novizin eingekleidet und nahm den Ordensnamen Louise de la Miséricorde (Louise von der Barmherzigkeit) an. Der Bischof von Aire, Jean-Louis de Fromentières, hielt eine Predigt über das Gleichnis vom verlorenen Schaf. Aus dem Kloster schrieb sie voll Freude an den Marschall de Bellefonds, ihren Ratgeber. Laut der Ordensregel mussten sich alle Nonnen um fünf Uhr morgens erheben, doch Louise erhielt die Erlaubnis, noch um ein bis zwei Stunden früher aufstehen zu dürfen, um vor dem Allerheiligsten zu beten.
Am 3. Juni 1675 legte Louise im Kapitel die feierliche Profess ab, und in Gegenwart vieler Vertreter des Hofs, mit Ausnahme des Königs, fand am nächsten Tag das Schleierfest statt. Louise saß dabei neben der Königin, als sie die Predigt des Bischofs Bossuet über das Thema der Erneuerung von der Ehrentribüne der Klosterkirche aus hörte. Dann reichte ihr die Königin den schwarzen Schleier, den die Priorin ihr anlegte.
Louise legte sich viele Entbehrungen und Kasteiungen auf und bewahrte sich dabei ein stets heiteres, liebenswürdiges Wesen. Manchmal empfing sie den Besuch der Königin, der Herzogin von Orléans, und sogar der Madame de Montespan; ihre Jugendfreundin Marguerite Louise d’Orléans, die Großherzogin von Toskana, und ihr Bruder durften sie auch einmal sehen. Ihr Bruder, der Marquis Jean-François de La Vallière, starb im Alter von nur 34 Jahren völlig verschuldet am 13. Oktober 1676 als Gouverneur von Bourbonnais; Louise musste sich der Gläubiger wegen an Ludwig XIV. wenden, der ihre Bitte erfüllte.
Ihre Kinder liebte Louise sehr. Ihre Tochter Marie Anne heiratete am 16. Januar 1680 Louis Armand de Bourbon, Prinz von Conti. Das junge Ehepaar besuchte Louise im Kloster und erhielt von ihr ein von der Königin finanziertes teures Geschenk. Als 1680 ihre Réflexions sur la Miséricorde de Dieu, par une dame pénitente in Paris ohne Angabe der Verfasserin im Druck erschienen, wurde der Name der Autorin bald bekannt und die Schrift erregte großes Aufsehen. Sie wurde in Belgien nachgedruckt, in Italien und Deutschland unter Angabe des Namens der Verfasserin übersetzt. Es kamen mehrere revidierte Auflagen heraus, so jene von Romain Cornut (Paris, 1854) sowie eine kritische Edition von Ferdinand Daulnoy (1928).
Louises Sohn, der Graf von Vermandois, wurde 1682 vom Hof verbannt, suchte dann die Zuneigung seines königlichen Vaters wiederzugewinnen und durfte auf seine Bitten am französischen Feldzug von 1683 in Flandern teilnehmen, starb aber nach dem Sturm auf Kortrijk am 18. November 1683 an hohem Fieber; er war nur 16 Jahre alt geworden. Als Louise durch den Bischof von Meaux über den Tod ihres Sohnes informiert wurde, meinte sie, mehr seine Geburt als sein Ableben beweinen zu sollen. Sie musste seine Nachlassenschaft in Ordnung bringen; dabei sah sie, dass die Ehe ihrer Tochter sehr wenig zum Guten ausgefallen war, und schon am 9. November 1685 verschied ihr Schwiegersohn, der Prinz von Conti; im April 1686 starb auch Louises Mutter.
Aus dem Kloster heraus nahm Sr. Louise großen Anteil am Ergehen ihrer Familie. Sie erhielt zahlreiche Besuche von Mitgliedern der königlichen Familie, Fürsten und Gesandten. Madame de Montespan, die mittlerweile die Gunst des Sonnenkönigs verloren hatte, erbat sich ihren Rat und wurde von ihr getröstet; Madame de Sevigné beschreibt sie entzückt nach ihrem Besuch, Madame de Caylus drückt sich ebenso aus; Louise flößte allgemeine Liebe und Ehrfurcht ein.
Sr. Louise erlegte sich entgegen dem Rat der Priorin viele Entbehrungen und Zusatzarbeiten auf. Sie wünschte, in einen der ärmsten Konvente entsandt zu werden, was ihr indessen nicht bewilligt wurde. Die anderen Nonnen betrachteten sie als Vorbild für eine aufrichtige Reue. Mit der Zeit starben viele ihrer Bekannten, und Sr. Louise erhielt immer weniger Besuche. Körperliche Leiden erduldete sie meist klaglos und hielt weiter an ihren Kasteiungen fest. Insgesamt 36 Jahre lebte sie als Karmelitin. Von ihren Mitschwestern betrauert, starb sie am 6. Juni 1710 im Alter von 65 Jahren, nachdem sie die Sterbesakramente empfangen und nochmals ihre Tochter gesehen hatte. Sie wurde auf dem Friedhof des Konvents beigesetzt.
Die Briefe der Herzogin de La Vallière an den Marschall de Bellefonds wurden erstmals 1767 in einer sehr fehlerhaften Edition veröffentlicht; die erste zuverlässige Ausgabe dieser Briefe besorgte erst 1860 Pierre Clément in seiner zweibändigen Publikation ihrer Werke.

## Nachkommen
Louise de La Vallière und Ludwig XIV. hatten vier Kinder:
- Charles (* 19. Dezember 1663; † 15. Juli 1665)
- Philippe (* 7. Januar 1665; † 1666)
- Marie Anne (* 2. Oktober 1666; † 3. Mai 1739), genannt Mademoiselle de Blois, wurde 1667 legitimiert, ⚭ seit 1680 Louis Armand de Bourbon, Fürst von Conti
- Louis de Bourbon (* 2. Oktober 1667; † 18. November 1683), comte de Vermandois, wurde 1669 legitimiert

## Rezeption
La Valière und ihre Liebesgeschichte mit dem König spielen eine zentrale Rolle in Alexandre Dumas’ Roman Der Vicomte von Bragelonne (auch bekannt als Der Mann mit der eisernen Maske; Originaltitel: Le vicomte de Bragelonne).

## Verfilmungen
| Jahr | Spielfilm- und Fernsehfilmtitel                      | Produktionsland                           | Regisseur                                                     | Darstellerin der Louise de La Valliere |
| ---- | ---------------------------------------------------- | ----------------------------------------- | ------------------------------------------------------------- | -------------------------------------- |
| 1922 | Louise de Lavallière – Am Liebeshof des Sonnenkönigs | Deutschland                               |                                                               | Emmy Schaeff                           |
| 1939 | Der Mann mit der eisernen Maske                      | Vereinigte Staaten                        | James Whale                                                   | Marion Martin                          |
| 1954 | Versailles – Könige und Frauen                       | Frankreich                                | Sacha Guitry                                                  | Gisèle Pascal                          |
| 1966 | Die Machtergreifung Ludwigs XIV.                     | Frankreich                                |                                                               | Françoise Ponty                        |
| 1973 | Le château perdu                                     | Frankreich                                | François Chatel                                               | Claude Jade                            |
| 1977 | Das Geheimnis der eisernen Maske                     | Vereinigte Staaten Österreich             | Ken Annakin                                                   | Ursula Andress                         |
| 1977 | Der Mann mit der eisernen Maske                      | Vereinigtes Königreich Vereinigte Staaten | Mike Newell                                                   | Jenny Agutter                          |
| 2000 | Der König tanzt                                      | Frankreich                                | Gérard Corbiau                                                | Ségolène Piaton                        |
| 2000 | Vatel                                                | Frankreich                                | Roland Joffé                                                  | Emilie Ohana                           |
| 2015 | Versailles                                           | Frankreich, Kanada                        | Jalil Lespert, Christoph Schrewe, Thomas Vincent, Daniel Roby | Sarah Winter                           |